# Ma (間) (Tussenruimte)
 MA (間)  is een Japanse term die vertaald kan worden als pauze, ruimte of interval . Dit begrip heeft betrekking op de ruimte of tijd tussen dingen, mensen en gebeurtenissen.
Het is niet simpelweg een leegte of de afwezigheid van inhoud, maar eerder een moment, waarin het mogelijk is alle aspecten te waarderen of zelfs nieuwe betekenissen te creëren.  Met een overvol leven is dit nauwelijks mogelijk.
Volgens deze Japanse filosofie leidt deze contemplatieve staat tot een ander besef van ruimte en tijd. In Westerse talen bestaat er geen equivalent voor dit concept.

Linker paneel van Dennenbomen 松林図 屏風 (Shōrin-zu byōbu) van Hasegawa Tōhaku. De lege ruimte in deze prent is even belangrijk als de afgebeelde bomen

## Japan gidsland
Het begrip MA is in Japan diep geworteld. De waardering voor leegte is terug te zien in hotels en restaurants, waar ruimtes van elkaar zijn afgescheiden. Als overgang van de ene ruimte naar de andere. Hoezeer de Japanners hechten aan tussenruimte is ook te zien de huizenbouw. Ze willen het liefst geen muur delen met de buren. Zelfs in een dichtbebouwde stad als Tokio is er bijna altijd een kleine ruimte tussen huizen en gebouwen. Zelfs het Japanse woord voor persoon, ningen, weerspiegelt  de wisselwerking tussen de mens en de ruimte om hem heen. Nin is het karakter voor mens en gen voor ruimte. 人間
MA heeft is terug te zien in tal van vormen van esthetica. Bij Ikebana, het ontwerpen van bloemstukken van, is ruimte  en hoe we deze waarnemen en ervaren, een belangrijk element. Evenals bij schilderijen, kaligrafie en Zentuinen.
Japanners herkennen de betekenis van MA door het kanji symbool. Het is een combinatie van deur 門 en de zon 日. Deze twee karakters verbeelden een deur, waar door een kier het zonlicht naar binnen glipt 間.

## Ademnood
Yogadocent en coach Miriam Evers ondervond aan den lijve, hoe weinig rustmomenten het westers leven kent. Werken, eten, reizen, relaties maken dat we in een hyperventilerende wereld leven, zegt Evers. Ze kreeg verschijnselen van een burn-out en paniekaanvallen. Ze vond het tijd om stil te staan bij zichzelf en vond baat bij Yin yoga.
Bij deze vorm van yoga is het belangrijk om de tijd te nemen tussen twee houdingen en te voelen wat het effect is van de ene houding, voordat je naar de volgende oefening overgaat. Tijdens een reis door Japan ontdekte Evers de filosofie van MA en op grond van haar ervaringen schreef ze het boek De Japanse wijsheid van Ma. Op zoek naar de waarde van leegte in een volle wereld.
Het gaat de schrijfster om het bewust ervaren van de ruimte tussen de stroom van activiteiten van het dagelijks leven. Elk moment moet worden opgevuld. Van vrije tijd is geen sprake meer. Belangrijk is om de momenten van pauze te herkennen en te koesteren. In de rij bij de kassa in de supermarkt, het wachten op de bus of de trein, niet meteen de telefoon pakken, maar niets doen. 
"MA leert dat we vaak niet eens de tijd nemen om rustig in-  en uit te ademen. Het leven gewoon op je af laten komen. Het ongemak en weerstand op de koop toe te nemen en nieuwsgierig zijn naar wat er dan gebeurt. Dat wat je wel doet, krijgt daardoor meer  betekenis."
Het concept van MA heeft ook Westerse kunstenaars beïnvloed, zoals de componist John Cage. In zijn stuk 4'33"  zit een pianist vier minuten en drieëndertig seconden achter de toetsen, zonder ze aan te raken. Evers geeft in haar boeken ook een aantal zegswijzen over MA, zoals:
Wanneer alle witruimte uit een tekst wegvalt , ontstaat er een onbegrijpelijke brei van woorden.
De spaken vormen het wiel, maar de ruimte ertussen vormen de kracht van het wiel.
Het concept  geeft ook de gelegenheid tot serendipiteit, het vinden van iets onverwachts en waardevols, vaak terwijl je eigenlijk op zoek was naar iets heel anders. Woorden zijn niet altijd noodzakelijk. In Japan beschouwt men stilte in de conversatie als bijzonder intelligent en wijs, want zo kan er intuïtief onderling begrip ontstaan. In tegenstelling tot het Westen, waar niets aan de verbeelding mag worden overgelaten en men in gesprekken  het ongemak van de stilte probeert te voorkomen, noteert de Japanse schrijver Kiyoshi Matsumoto. In het Noh theater krijgt MA alle ruimte. De acteurs hanteren  extra lange pauzes tussen de teksten. Er gebeurt ogenschijnlijk helemaal niets, maar alles is mogelijk. 